# Gong Hyo-jin
Dans ce nom coréen, le nom de famille, Gong, précède le nom personnel Hyo-jin.
Pour les articles homonymes, voir Gong.
Gong Hyo-jin (née le 4 avril 1980) est une actrice sud-coréenne. Elle est surtout connue pour son rôle principal dans le film Miss Hongdangmu (2008), ainsi que pour sa série télévisée populaire Sang Doo! Let's Go to School (en) (2003), Thank You (en) (2007), Pasta (en) (2010), The Greatest Love (2011), Master's Sun (2013), It's Okay, That's Love (2014), The Producers (2015), et Don't Dare to Dream (2016). Elle est considérée comme la reine des comédies romantiques en raison de ses interprétations réussies dans les dramas rom-com.

## Biographie

### Jeunesse
Gong Hyo-jin est née en 1980 à Sinwol-dong, dans l'arrondissement de Gangseo à Séoul. Quand elle est encore au lycée, elle déménage en Australie avec sa mère et son jeune frère, tandis que son père reste en Corée pour subvenir aux besoins de la famille. Gong fréquente le lycée du John Paul College à Brisbane. Gong parle avec tendresse de son séjour là-bas. En 2011, elle est désignée comme l'une des ambassadrices de bonne volonté de « Year of Friendship », le cinquantième anniversaire des relations bilatérales entre l'Australie et la Corée du Sud,,.
Après trois ans en Australie, la famille Gong rentre en Corée en 1997.

### Carrière

#### Premiers rôles
À son retour en Corée, Gong commence à travailler comme mannequin. Elle apparaît dans des publicités, notamment dans la publicité « Happy to Death » pour les télécommunications 700-5425. Après un an et demi de mannequinat, elle fait ses débuts dans un second rôle dans Memento Mori. Co-réalisé par Kim Tae-yong (en) et Min Gyoo-dong, le film d'horreur réinvente son genre avec sa nouvelle approche de la sexualité chez les adolescentes et sa force destructrice, fondant le saphisme et le surnaturel dans un lycée pour filles,. Bien que le film n'atteint pas le box-office en 1999, il est souvent cité par les jeunes cinéastes et cinéphiles coréens comme un classique moderne. Au début, Gong ne prend part au film que de façon amateur mais le succès critique de Memento Mori l'encourage à continuer dans la voix de l'artdramatique, et elle joue ensuite un rôle dans la sitcom My Funly Family.
En 2001, elle fait partie de la série télévisée de 50 épisodes Wonderful Days, dans laquelle elle incarne une conductrice de bus ayant un béguin à sens unique pour le personnage incarné par Ryoo Seung-bum (en) (Gong et Ryoo remportent plus tard les prix de la meilleure nouvelle actrice et du meilleur acteur catégorie télé aux Baeksang Arts Awards ). Après avoir joué des petits rôles dans la comédie Guns and Talks de Jang Jin et dans le film d'arts martiaux chez les adolescentes, Volcano High, la jeune actrice connaît une année décisive en 2002, en décrochant des rôles principaux dans Emergency Act 19 (en), et A Bizarre Love Triangle.
La performance de Gong dans Ruler of Your Own World (en) retient l'attention de l'industrie. La série est saluée pour son écriture réaliste et son jeu d'acteur fort, lui valant le statut de « mania drama » en Corée. La même année, elle joue encore aux côtés de Ryoo dans Pumhaeng zero, méritant des éloges pour son rôle de « patronne » au discours dur dans un lycée de filles. La comédie rétro des années 1980 est bien accueillie tant par le public que par la critique.
La série de 2003 Snowman associé Gong, Jo Jae-hyeon et Kim Rae-won dans un complot controversé mettant en scène une fille qui tombe amoureuse de son beau-frère plus âge,. Elle joue ensuite dans la série populaire Sang Doo! Let's Go to School, dirigée par la directrice de télévision Lee Hyung-min (en), avec qui elle a déjà travaillé dans un épisode de Drama City (en). Gong y interprète un professeur d'école secondaire qui retrouve son amour d'enfance, devenu gigolo et papa célibataire d'une fille malade. Connu pour être le premier rôle du chanteur de pop Rain, le drama est populaire, et Gong remporte plusieurs prix aux KBS Drama Awards.
De 2004 à 2005, Gong est mécontente des scripts qu'elle reçoit, se trouvant trop typée dans le rôle de la fille ingénue. Incarnant une autre enseignante du secondaire dans Hello My Teacher (en) et une scientifique dans Les Soldats de l'Apocalypse,, Gong souhaite jouer un rôle de « vraie femme », mais elle refuse la nudité.

#### Succès critique
En 2006, le directeur de Memento Mori, Kim Tae-yong (que Gong considère comme son mentor), lui propose de jouer dans Family Ties, un rôle qu'il écrit spécialement pour elle. Le film suscite de nombreux éloges en tant que regard intergénérationnel délicatement observé sur les familles non conventionnelles. La distribution est félicitée pour son jeu d'acteur brillant, les critiques mettant en avant le portrait porté par Gong d'une jeune femme en colère dans une relation profondément troublée avec sa mère,. Elle est nommée pour le prix de la meilleure actrice aux Korean Film Awards et reçoit le prix de la meilleure actrice avec ses co-stars Moon So-ri, Go Doo-shim (en) et Kim Hye-ok (en) au Festival international du film de Thessalonique 2006 en Grèce. Family Ties marque un tournant dans sa carrière et donne à Gong une nouvelle passion pour le jeu d'acteur.
En 2007, elle revient à la télévision dans Thank You, écrite par Lee Kyung-hee, le scénariste de Sang-doo. Plusieurs actrices ont rejeté le rôle peu glorieux d'une mère célibataire avec une fille séropositive et d'un grand-père atteint de démence ; une autre raison est qu'il s'agit du retour de l'acteur principal Jang Hyuk après son scandale. En dépit de peu de battage publicitaire, Thank You a un succès modeste et atteint la première place de son créneau horaire. La réaction du téléspectateur au drama avait été principalement réconfortante et vitale, ce que Gong a dit chérir. Le rôle maternel a adouci et féminisé son image, mais elle a également été félicitée pour sa représentation nuancée qui enracine son personnage dans la réalité, aidant à éviter que le drame ne soit trop maudlin ou saccharin.
Après le Thank You, Gong retourne au cinéma et assume des seconds rôles pour pouvoir travailler avec certains des réalisateurs les plus talentueux du cinéma coréen. Elle joue une ex-petite amie tout à fait frivole dans le mélodrame de Hur Jin-ho, Haengbok, une fiancée inquiète dans le psychodrame stylistique M de Lee Myeong-se, et une espionne dans la comédie/parodie de film d'action Crazy Lee,.
De solides performances dans des rôles variés contribuent à asseoir la réputation de Gong en tant qu'actrice sérieuse, mais Miss Hongdangmu devient, en 2008, son film le plus populaire. Reconnu par la critique comme l’un des films coréens les plus originaux de ces dernières années, le premier long métrage de Lee Kyoung-mi est une division, et bien que sa performance au box-office soit une déception, il devient culte parmi les cinéphiles coréens. La comédie noire est une vitrine pour Gong, qui se transforme dedans en un antihéroïne misanthropique avec un visage rougissant inesthétique, des cheveux crépus, des vêtements mous, et un cas chronique de complexe d'infériorité et d'illusion sans espoir,,,. Gong hésite lorsque le scénario lui est présenté, compte tenu de la personnalité des personnages. Poussée par l'actrice Jeon Do-yeon, elle accepte finalement le rôle. Park Chan-wook, le producteur du film, fait l'éloge des variations émotionnelles subtiles de Gong et lui dit qu'elle pourrait ne sera jamais en mesure de dépasser cette performance, lui conseillant, en plaisantant, de prendre sa retraite. Elle remporte de nombreux prix d'acteur en Corée, parmi lesquels les trophées de la meilleure actrice aux Korean Film Awards, aux Director's Cut Awards et aux Women in Film Korea Awards. Elle reçoit également des nominations aux Blue Dragon Film Awards et aux Baeksang Arts Awards, ainsi qu’à un Rising Star Award du New York Asian Film Festival,.

#### Popularité grand public

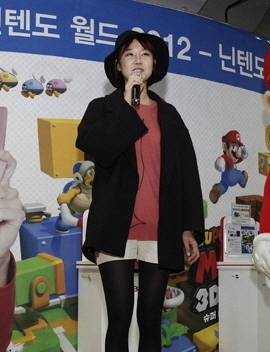
Gong Hyo-jin en avril 2012

Après avoir joué avec son amie Shin Min-ah dans le film indépendant Sisters on the Road (en),, Gong  interprète une cheffe en herbe dans la série romantique Pasta en 2010. Initialement écrite comme étant l'héroïne habituelle des roms-roms, Gong pense qu'il serait ennuyeux et cliché de la jouer en tant que telle et créé un personnage qui semble doux mais sournois,,. Sa chimie avec sa co-star Lee Seon-gyeon et l’atmosphère jovial du drama le propulse en haut des charts.
Défiant la catégorisation facile entre les dichotomies d'actrices innocente (Choi Ji-woo, Song Hye-kyo) ou sexy (Kim Hye-soo, Uhm Jung-hwa), Gong appartient à un troisième groupe très mineur d'excentriques incluant également Kang Hye-jeong et Bae Doona. Bien que n'étant pas une beauté typique, après le succès de Pasta, Gong reçoit l'étiquette de Gongvely, un mot-valise entre son nom de famille et le mot anglais « lovely ».
Dans un modèle émergent d'alternance de séries télévisées grand public et de projets grand écran plus risqués, Gong joue dans Rolling Home with a Bull, un autre film indépendant à petit budget adapté du roman de Kim Do-yeon. Elle joue une veuve voyageant avec son ex-petit ami poète dans ce film mi-méditation bouddhique, mi-road movie de Soonrye Yim,.
En 2011, Gong joue face à Cha Seung-won dans la série télévisée The Greatest Love,. Écrit par les Sœurs Hong, la comédie romantique se déroule dans l'industrie du divertissement et parle d'une histoire d'amour improbable entre une pop-star has-been et un acteur de premier plan. La série est un grand succès auprès du public, entraînant une popularité accrue de Cha et Gong,. Elle est également félicitée pour son jeu naturel et sensé, qui équilibre les singeries loufoques de Cha. The Greatest Love remporte de nombreux prix aux MBC Dramas Awards, notamment le Top Excellence Award pour Gong (pour la troisième fois, après Thank You et Pasta). Peu après, Gong remporte le prix de la meilleure actrice pour la télévision aux Baeksang Arts Awards.
Elle travaille de nouveau avec Kim Tae-yong pour Beautiful 2012, une série de quatre micro movies produite par la plateforme Internet chinoise Youku qui explorent « ce qui est beau ? ». Dans le court métrage de Kim, You Are More Than Beautiful, Park Hee-soon (en) joue un homme qui engage une actrice nommée Young-hee (Gong) pour faire semblant d'être sa fiancée lorsqu'il la présente à son père mourant sur l'île de Jeju. You Are More Than Beautiful est par la suite diffusé en salles en 2013,.
Non intéressée par de jolis rôles stéréotypés, Gong déclare qu'elle préfère jouer avec des femmes aux multiples facettes, comme le rôle féminin décontracté et imprévisible avec des poils sous les aisselles non rasés dans Love Fiction (en),,. Connue pour sa candeur sur le plateau et en public, Gong admet ouvertement qu'elle a des problèmes avec son personnage et s'en plaint devant son directeur, Jeon Kye-soo,. Bien que Gong avoue préférer continuer à faire des films à petite échelle plutôt que de faire une superproduction superficielle, Love Fiction est son film le plus commercial à ce jour et atteint le seuil des 1,7 million d'entrées. Elle est ensuite réunie avec Ha Jung-woo, sa co-vedette de Love Fiction, dans 577 Project, un documentaire qui suit un groupe d’acteurs marchant sur 577 kilomètres à travers le pays,.
En 2013, Gong joue dans le film humoristique de Song Hae-seong Boomerang Family, adapté du roman de Cheon Myeong-kwan, Aging Family, à propos d'un trio de frères et sœurs adultes qui vivent une série de mésaventures après leur retour dans la maison de leur mère,. Gong dit avoir ressenti une catharsis due à la malédiction constante de son personnage et au plaisir de jouer dans un ensemble dont les acteurs partagent une grande alchimie. L'actrice Youn Yuh-jung déclare que le rôle d'une mère célibataire divorcée deux fois est parfait pour elle et qu'elle ne pouvait imaginer que quelqu'un d'autre pour le jouer,.
Les sœurs Hong l'embauchent dans leur série Master's Sun, une comédie romantique aux éléments d'horreur,. Sa costar So Ji-sub décrit Gong comme « la meilleure actrice coréenne qui travaille actuellement dans la comédie romantique ». La série dramatique est un succès commercial et renouvelle la popularité nationale et internationale de So and Gong.
En 2014, Gong interprète le rôle d'une psychiatre qui tombe sous le charme d'un romancier-mystérieux atteint de schizophrénie (interprété par Jo In-sung) dans la série de mélodrame médicale It's Okay, That's Love,. Elle dit qu'elle a choisi le projet en raison du scénariste Noh Hee-kyung (en), qui a également écrit un drame dans lequel a joué Gong dix ans auparavant : Wonderful Days. Malgré des notes médiocres, It's Okay, That's Love reçoit des éloges pour son traitement de la discrimination et de la stigmatisation sociale des personnes ayant des problèmes de santé mentale et d'autres minorités.

### Débuts au théâtre

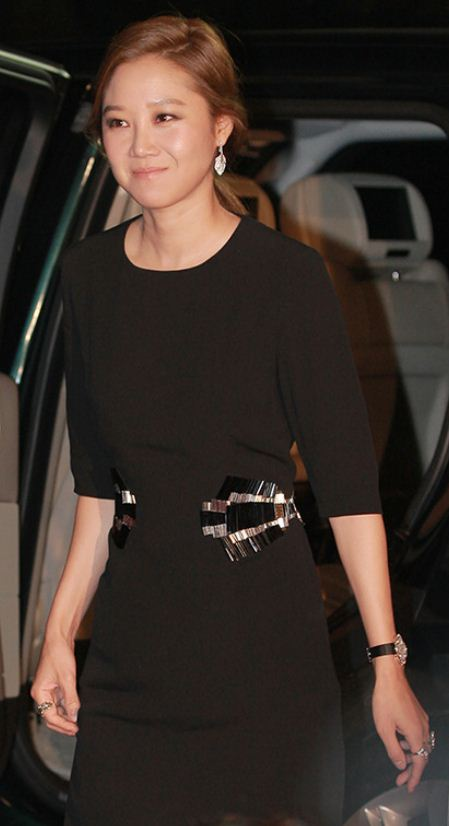
Gong Hyo-jin en 2015.

Gong fait ensuite ses débuts sur scène dans la pièce L'Éducation de Rita de Willy Russell, qui décrit la relation au cours d'une année entre un jeune coiffeuse de la classe ouvrière et un conférencier d'université d'âge mûr (interprété par Jeon Moo-song (en)),.
En 2015, elle joue dans The Producers, une série dramatique de variétés écrite par Park Ji-eun, qui a également écrit l'énorme succès Mon amour venu des étoiles. Gong joue une productrice de Music Bank qui travaille dans la radiodiffusion depuis 10 ans. Le drame attire de bonnes cotes d’audience en Corée du Sud et gagne également en popularité sur la scène internationale.
L'année suivante, Gong joue le rôle principal dans le drama de la comédie romantique SBS Don't Dare to Dream aux côtés de Jo Jeong-seok, diffusée sur la chaîne météo. Elle interprète ensuite dans le film mystère Missing, dans le rôle d'une baby-sitter qui disparaît un jour avec l'enfant de quelqu'un d'autre. Missing prouve la polyvalence de Gong sur grand écran.
En 2017, Gong joue le rôle d'une ancienne violoniste qui vit en Australie avec son fils dans le thriller Single Rider avec Lee Byung-hun.
En 2018, Gong joue dans Door Lock, un thriller mystérieux sur les horreurs vécues par les femmes,.
Quelques mois plus tard, Gong tient un rôle dans Hit-and-Run Squad, un thriller qui se concentre sur la course, puis dans la comédie romantique Crazy Romance aux côtés de sa co-star de Snowman, Kim Rae-won,. La même année, elle revient dans le thriller romantique When the Camellia Blooms (en) aux côtés de Kang Ha-neul,. Crazy Romance et When the Camellia Blooms sont des succès commerciaux et confortent sa position de reine de la comédie romantique.

## Autres activités
En 2010, Gong publie un recueil d'essais sur l'environnement intitulé Gong Hyo-jin's Notebook (en coréen : 공책 soit Gong Chek, qui est un Jeu de mots sur son nom de famille et le mot coréen pour « cahier »). Gong y présente ses habitudes de vie personnelles et propose des astuces pratiques et simples,,. Le livre se vend à plus de 40 000 exemplaires et en est à sa quatrième édition,,.
Elle enregistre le duo "I Think I Love You" avec la chanteuse de k-pop MY Q en 2011.
Gong, avec les actrices Kim Min-hee et Choi Kang-hee (actrice) (en), est considérée comme une icône de la mode influente pourr les femmes coréennes âgées de 20 à 30 ans. En 2010, elle collabore avec la marque de chaussures pushBUTTON pour produire la collection capsule « Excuse Me + pushBUTTON ». Deux ans plus tard, Suecomma Bonnie, une autre marque de chaussures, lance sa ligne « Excuse Me x Suecomma Bonnie ». En 2012, elle conçoit une ligne de vêtements sélectionnés pour le magasin de mode Los Angeles Project, une marque située dans les grands magasins Shinsegae. Ses articles aux couleurs néon et à motifs sont vendus sous le nom « LAP by Kong Hyo-jin »,.
Elle est nommée présidente du jury du Festival international du film féminin de Séoul 2009,. Gong est également membre du jury du Festival international du court-métrage Asiana 2011, du Festival du court-métrage Mise en scène 2006 et du Festival international du film et de la musique Jecheon 2006,,.

## Filmographie

### Cinéma
- 1999 : Memento Mori de Park Tae-yong : Ji-won
- 2000 : Teabag Story : Han Bom
- 2001 : 
  - Last Present de Oh Ki-hwan : MC (non-créditée)
  - Guns and Talks de Jang Jin : Yeo-il
  - Volcano High de Kim Tae-gyun : So Yo-seon
- 2002 :
  - Surprise Party de Lee Chun-yeon : In-ju[121]
  - Emergency Act 19 de Kim Tae-gyu : Kim Min-ji
  - Conduct Zero de Joh Keun-sik : Jang Na-young
- 2005 : Les Soldats de l'Apocalypse - Heaven's Soldiers de Min Joon-ki : Kim Su-yeon
- 2006 : Family Ties de Kim Tae-yong : Yoo Sun-kyung
- 2007 :
  - My Son de Jang Jin : cameo
  - Happiness de Hur Jin-ho : Soo-yeon
  - M de Gang Dong-won : Eun-hye
- 2008 :
  - Crazy Lee de Ryoo Seung-wan : Geum Yeon-ja
  - Miss Hongdangmu de Lee Kyoung-mi : Yang Mi-sook
- 2009 : Sisters on the Road de Boo Ji-young : Oh Myung-ju
- 2012 : Love Fiction de Jeon Kye-soo: Lee Hee-jin
- 2013 : Boomerang Family de Song Hae-seong : Oh Mi-yeon
- 2016 : Missing de Lee Eon-hee : Han-mae
- 2017 : A Single Rider de Lee Joo-young : Soo-jin
- 2018 :
  - Be With You de Lee Jang-hoon : cameo
  - Door Lock de Lee Kwon : Cho Kyung-min
- 2019 :
  - Hit-and-Run Squad de Han Jun-hee : Eun Shi-yeon

### Télévision
- 2000 : My Funky Family sur MBC : Hyo-jin
- 2001 :
  - Wonderful Days sur SBS : Jo Yeon-shil
  - Teabag Without Hope sur KBS2 : non-créditée
- 2002 : Ruler of Your Own World sur MBC : Song Mi-rae
- 2003 :
  - Snowman sur MBC : Seo Yeon-wook
  - Sang Doo! Let's Go to School sur KBS2 : Chae Eun-hwan
- 2005 : Hello My Teacher sur SBS : Na Bo-ri
- 2007 : Thank You sur MBC : Lee Young-shin
- 2010 : Pasta sur MBC : Seo Yoo-kyung
- 2011 :
  - The Greatest Love de MBC : Gu Ae-jung
  - Do You Know Sad Movies ? sur MBC : narratrice
  - Flower Boy Ramen Shop sur TVN : cameo
- 2013 : Master's Sun sur SBS : Tae Gong-shil
- 2014 : It's Okay, That's Love sur SBS : Ji Hae-soo
- 2015 : The Producers sur KBS2 : Tak Ye-jin
- 2016 : Don't Dare to Dream sur SBS : Pyo Na-ri
- 2019 : When the Camellia Blooms sur KBS2 : Dong Baek
- 2025 : When the stars gossip sur TVN et Netflix : Eve Kim

## Discographie
| Année | Titre anglais        | Titre coréen     | Artiste                                        | Remarques                              |
| ----- | -------------------- | ---------------- | ---------------------------------------------- | -------------------------------------- |
| 2002  | "Bed's End"          | 침대의 끝        | Gong Hyo-jin et Jo Eun-ji                      | Piste de l'OST A Bizarre Love Triangle |
| 2011  | "I Think I Love You" | 너를 사랑 하나봐 | Mon exploit Q Gong Hyo-jin                     | Piste de Ready for the World           |
| 2014  | "Spoiler"            | 스포일러         | Epik High (voix non créditées de Gong Hyo-jin) | Piste de Shoebox                       |

## Récompenses et nominations
| Année | Prix                                                | Catégorie                                                 | Film                         | Résultat   | Ref.    |
| ----- | --------------------------------------------------- | --------------------------------------------------------- | ---------------------------- | ---------- | ------- |
| 2001  | 22e Blue Dragon Film Awards                         | Meilleure actrice dans un second rôle                     | Guns and Talks               | Nomination |         |
| 2001  | 9e SBS Drama Awards                                 | Prix de la Nouvelle Star                                  | Wonderful Days               | Lauréat    | [ 123 ] |
| 2002  | 38e Baeksang Arts Awards                            | Meilleure nouvelle actrice (TV)                           | Wonderful Days               | Lauréat    | [ 124 ] |
| 2002  | 23e Blue Dragon Film Awards                         | Meilleure actrice dans un second rôle                     | Volcano High                 | Nomination |         |
| 2002  | 21e MBC Drama Awards                                | Popularity Award                                          | Ruler of Your Own World      | Lauréat    | [ 125 ] |
| 2003  | 24e Blue Dragon Film Awards                         | Meilleure actrice dans un second rôle                     | Conduct Zero                 | Nomination |         |
| 2003  | 22e MBC Drama Awards                                | Excellence Award catégorie Actrice                        | Snowman                      | Nomination |         |
| 2003  | 17e KBS Drama Awards                                | Excellence Award catégorie Actrice                        | Sang-doo! Let's Go to School | Lauréat    | ,       |
| 2003  | 17e KBS Drama Awards                                | Netizen Award                                             | Sang-doo! Let's Go to School | Lauréat    | ,       |
| 2003  | 17e KBS Drama Awards                                | Prix du meilleur couple (avec Rain)                       | Sang-doo! Let's Go to School | Lauréat    | ,       |
| 2006  | 5e Korean Film Awards                               | Meilleure actrice                                         | Family Ties                  | Nomination | [ 127 ] |
| 2006  | 47e Festival international du film de Thessalonique | Meilleure actrice                                         | Family Ties                  | Lauréat    | [ 30 ]  |
| 2007  | 6e Korean Film Awards                               | Meilleure actrice dans un second rôle                     | Happiness                    | Lauréat    | [ 128 ] |
| 2007  | 26e MBC Drama Awards                                | Prix d'excellence catégorie Actrice                       | Thank You                    | Lauréat    | [ 65 ]  |
| 2008  | 2e Asian Film Awards                                | Meilleure actrice dans un second rôle                     | Happiness                    | Nomination |         |
| 2008  | 45e Grand Bell Awards                               | Meilleure actrice dans un second rôle                     | Happiness                    | Nomination |         |
| 2008  | 16e Chunsa Film Art Awards                          | Meilleure actrice dans un second rôle                     | Happiness                    | Nomination |         |
| 2008  | 17e Buil Film Awards                                | Meilleure actrice dans un second rôle                     | M                            | Nomination |         |
| 2008  | 29e Blue Dragon Film Awards                         | Meilleure actrice                                         | Miss Hongdangmu              | Nomination | [ 129 ] |
| 2008  | 9e Korea Visual Arts Festival                       | Photogenic Award                                          | Miss Hongdangmu              | Lauréat    | [ 130 ] |
| 2008  | 7e Korean Film Awards                               | Meilleure actrice                                         | Miss Hongdangmu              | Lauréat    | [ 46 ]  |
| 2008  | 11e Director's Cut Awards                           | Meilleure actrice                                         | Miss Hongdangmu              | Lauréat    | [ 47 ]  |
| 2008  | 9e Women in Film Korea Awards                       | Meilleure actrice                                         | Miss Hongdangmu              | Lauréat    | [ 48 ]  |
| 2009  | 45e Baeksang Arts Awards                            | Meilleure actrice                                         | Miss Hongdangmu              | Nomination | [ 131 ] |
| 2009  | 8e New York Asian Film Festival                     | Rising Star Asia Award                                    | Miss Hongdangmu              | Lauréat    | [ 50 ]  |
| 2010  | CETV Awards                                         | Top 10 Asian Stars                                        | Pasta                        | Lauréat    | [ 132 ] |
| 2010  | 3e Style Icon Awards                                | Style Leader                                              | NC                           | Lauréat    | [ 133 ] |
| 2010  | 29e MBC Drama Awards                                | Top Excellence Award, Actress                             | Pasta                        | Lauréat    | [ 66 ]  |
| 2010  | 29e MBC Drama Awards                                | Prix du meilleur couple (avec Lee Sun-kyun)               | Pasta                        | Lauréat    | [ 134 ] |
| 2011  | 5e Mnet 20's Choice Awards                          | Hot Style Icon                                            | NC                           | Lauréat    | [ 135 ] |
| 2011  | 5e Mnet 20's Choice Awards                          | Hot Drama Star – Female                                   | The Greatest Love            | Lauréat    | [ 135 ] |
| 2011  | 4e Korea Drama Awards                               | Meilleure actrice                                         | The Greatest Love            | Nomination | [ 136 ] |
| 2011  | 30e MBC Drama Awards                                | Top Excellence Award, Actress in a Miniseries             | The Greatest Love            | Lauréat    | [ 137 ] |
| 2011  | 30e MBC Drama Awards                                | Prix de popularité                                        | The Greatest Love            | Lauréat    | [ 137 ] |
| 2011  | 30e MBC Drama Awards                                | Prix du Meilleur couple (avec Cha Seung-won)              | The Greatest Love            | Lauréat    | [ 137 ] |
| 2012  | 48e Baeksang Arts Awards                            | Meilleure actrice (TV)                                    | The Greatest Love            | Lauréat    | [ 68 ]  |
| 2012  | 6e Mnet 20's Choice Awards                          | 20's Movie Star – Female                                  | Love Fiction                 | Nomination | [ 138 ] |
| 2012  | 33e Blue Dragon Film Awards                         | Meilleure actrice                                         | Love Fiction                 | Nomination | [ 139 ] |
| 2012  | 33e Blue Dragon Film Awards                         | Popular Star Award                                        | Love Fiction                 | Lauréat    | [ 140 ] |
| 2013  | 7e Mnet 20's Choice Awards                          | 20's Movie Star – Female                                  | Boomerang Family             | Nomination |         |
| 2013  | 34e Blue Dragon Film Awards                         | Popular Star Award                                        | Boomerang Family             | Lauréat    | [ 141 ] |
| 2013  | 6e Style Icon Awards                                | Style Icon Award                                          | NC                           | Lauréat    | [ 142 ] |
| 2013  | 6e Korea Drama Awards                               | Top Excellence Award, Actrice                             | Master's Sun                 | Nomination |         |
| 2013  | 2e APAN Star Awards                                 | Top Excellence Award, Actrice                             | Master's Sun                 | Nomination |         |
| 2013  | 21e SBS Drama Awards                                | Top Excellence Award, Actrrice dans une minisérie         | Master's Sun                 | Nomination | [ 143 ] |
| 2014  | 3e APAN Star Awards                                 | Top Excellence Award, Actrrice dans une minisérie         | It's Okay, That's Love       | Nomination |         |
| 2014  | 22e Korea Culture and Entertainment Awards          | Top Excellence Award, Actrice dans un drama               | It's Okay, That's Love       | Lauréat    | [ 144 ] |
| 2014  | 22e SBS Drama Awards                                | Top Excellence Award, Actrice dans une minisérie          | It's Okay, That's Love       | Lauréat    | [ 145 ] |
| 2014  | 22e SBS Drama Awards                                | Meilleur couple (avec Jo In-sung)                         | It's Okay, That's Love       | Lauréat    | [ 145 ] |
| 2015  | 12e Cosmo Beauty Awards                             | Asia Beauty Icon                                          | NC                           | Lauréat    | [ 146 ] |
| 2015  | 52e Grand Bell Awards                               | Popularity Award                                          | NC                           | Lauréat    | [ 147 ] |
| 2015  | 4e APAN Star Awards                                 | Top Excellence Award, Actrice dans une minisérie          | The Producers                | Nomination |         |
| 2015  | 1er Fashionista Awards                              | Best Fashionista – Catégorie TV                           | The Producers                | Nomination | [ 148 ] |
| 2015  | 1er Fashionista Awards                              | Best Fashionista – Catégorie Féminine                     | NC                           | Nomination | [ 148 ] |
| 2015  | 29e KBS Drama Awards                                | Top Excellence Award, Actrice                             | The Producers                | Nomination | [ 149 ] |
| 2015  | 29e KBS Drama Awards                                | Excellence Award, Actrice dans une minisérie              | The Producers                | Nomination | [ 149 ] |
| 2015  | 29e KBS Drama Awards                                | Meilleur couple (avec Kim Soo-hyun et Cha Tae-hyun)       | The Producers                | Lauréat    | [ 149 ] |
| 2016  | 5e Korea Film Actors Association Awards             | Korea's Top Star                                          | Missing                      | Lauréat    |         |
| 2016  | InStyle Star Icon                                   | Meilleure actrice (Drama)                                 | The Producers                | Lauréat    | [ 150 ] |
| 2016  | InStyle Star Icon                                   | Actrice avec le plus de style                             | NC                           | Lauréat    | [ 150 ] |
| 2016  | 1er Asia Artist Awards                              | Best Artist Award, Actrice                                | Don't Dare to Dream          | Nomination |         |
| 2016  | 24e SBS Drama Awards                                | Top Excellence Award, Actrice dans une comédie romantique | Don't Dare to Dream          | Lauréat    | [ 151 ] |
| 2016  | 24e SBS Drama Awards                                | Meilleur couple (avec Jo Jung-suk)                        | Don't Dare to Dream          | Nomination |         |
| 2016  | 2e Fashionista Awards                               | Best Fashionista – TV Division                            | Don't Dare to Dream          | Nomination |         |
| 2016  | 2e Fashionista Awards                               | Personne la mieux habillée de l'année                     | NC                           | Lauréat    | [ 152 ] |
| 2017  | 22e Chunsa Film Art Awards                          | Meilleure actrice                                         | Missing                      | Nomination |         |
| 2017  | 37e Golden Cinema Film Festival                     | Meilleure actrice                                         | Missing                      | Lauréat    | [ 153 ] |
| 2017  | 26e Buil Film Awards                                | Meilleure actrice                                         | Missing                      | Nomination |         |
| 2017  | 10e Korea Drama Awards                              | Top Excellence Award, Actrice                             | Don't Dare to Dream          | Nomination |         |
| 2017  | 54e Grand Bell Awards                               | Meilleure actrice                                         | Missing                      | Nomination |         |
| 2017  | 38e Blue Dragon Film Awards                         | Meilleure actrice                                         | Missing                      | Nomination | [ 154 ] |
| 2017  | 1er Elle Style Awards                               | Super Icon (Female)                                       | NC                           | Lauréat    | [ 155 ] |